# 铜官区 (望城县)
铜官区，原湖南省望城县县辖区，1995年长沙市撤区并乡镇时撤销。铜官区原为望城县湘江以东二区之一，撤销以前辖有原铜官镇、铜官乡、西湖乡、茶亭乡和东城乡（东城镇）5乡镇，亦即今铜官镇、东城镇和茶亭镇之全境范围。